# Стоуки, Уильям
Уильям Кларенс Стоуки-младший (англ. William Clarence Stokoe Jr.; 21 июля 1919, Ланкастер, Нью-Гэмпшир, США — 4 апреля 2000, Чэви-Чейс, Мэриленд, США) — американский лингвист, значительно продвинувший изучение американского жестового языка (т. н. амслена, ASL) в период, когда он работал в Галлодетском университете. Ввёл понятие хиремики (хиремологии) — эквивалент фонологии для жестовых языков. Создатель нотации Стоуки.

## Биография
Стоуки окончил Корнеллский университет в Итаке, штат Нью-Йорк в 1941 году, где в 1946 году он получил степень доктора философии в английском языке, в разделе средневековой литературы. После этого он стал преподавателем английского языка в Уэллс колледже в Авроре, штат Нью-Йорк.
В 1955—1970 гг. он работал в качестве профессора и заведующего кафедры английского (звучащего) языка Галладетского университета, преподавал у глухих студентов, и, будучи, впечатлённым богатством используемого ими жестового языка, который в то время не использовался и даже исключался из обучения (в соответствие со стандартами, применявшимися для образования глухих) начал разработку методов обнаружения и описания лингвистических структур языка жестов.
В 1960-м г. Стоуки опубликовал монографию Структура жестового языка (1960) и был соавтором Словаря американского жестового языка, основанного на языковых принципах (1965). В последней из вышеназванных книг впервые официально начал использоваться термин американский жестовый язык. Стоуки также был основателем научного журнала Исследования жестового языка (амер. Sign Language Studies), который начал публиковаться с 1972 г. и редактором которого он был до 1996 года. Последняя книга Стоуки, озаглавленная Язык в руке (Language in Hand), была опубликована в 2001 году, после его смерти. В этой работе он утверждает, что развитие жестовых языков должно было предшествовать развитию звучащих, разговорных языков, так как для функционирования языка, в том числе звучащего, необходимы когнитивные способности, которые могли развиться в ходе процесса работы над физиологическими способностями, необходимыми для осуществления звучащей речи.
Хотя отношения между Стоуки и Галлодетским университетом не всегда были полны взаимной поддержки (Галлодетский университет закрыл исследовательскую лабораторию языкознания, где он проводил исследования и которые привели бы его к объявлению в 1984 году, после того, как он ушёл в отставку американского жестового языка в качестве полноценного и полноправного языка), университет присудил ему степень почетного доктора в 1988 году.
Посредством публикации своих работ Стоуки сыграл важную роль в изменении восприятия американского жестового языка (и, затем — жестовых языков по всему миру): он перестал восприниматься как не полная или упрощённая версия звучащего английского языка, и стал рассматриваться в качестве сложного и разрастающегося естественного языка, обладающим своими собственными лингвистическими особенностями, независимым синтаксисом и грамматикой, и являющимся в такой же мере функциональным и выразительно мощным, как и любой из устных мировых языков. И именно потому, что Стоуки поднял престиж американского жестового языка в научных и образовательных кругах, он считается героем в культуре и сообществах глухих по всему миру.

## Письменная система записи для Американского жестового языка
Стоуки разработал письменную нотацию (систему записи) для жестового языка (известную как нотация Стоуки), так как у жестовых языков и американского жестового языка, в частности, не было письменной формы в то время. В отличие от нотации SignWriting, которая была разработана позже, нотация, разработанная Стоуки, не содержит пиктограмм, а в значительной степени опиралась на латинский алфавит.
В соответствие с разработанной нотацией, письменная форма жеста «мать» выглядит так:
͜ 5x
' ͜ ' означает, что жест необходимо выполнять на подбородке, '5' — что используется мах кистью ('5' в американского жестовом языке), а 'x' — что большой палец касается подбородка.
Стоуки разработал термины таб (от tabula — место), дэз (от designator — действующий элемент), и сиг (от signation — действие), означающие — место исполнения жеста, форму руки и (способ) движения, соответственно, чтобы указать на различные категории фонем в американском жестовом языке. Именно их различение позволило Стоуки утверждать, что жестовый язык обладает т. н. двойным членением, а следовательно — в соответствии с пониманием различий человеческих языков и систем коммуникации животных, введённым Андре Мартине, — является полноценным естественным языком.
Система записи жестов (нотация) Стоуки в дальнейшем использовалась и для анализа других жестовых языков, но своё применение она находила в основном среди лингвистов и других учёных, связанных с изучением жестовых языков.

### На русском языке
- Стоуки У. Структура жестового языка // Современные аспекты жестового языка. Сб. статей. Сост.: А. А. Комарова. — М., 2006. — С.55-84.

### На других языках
- Stokoe, William C. 1959. Sign language diglossia. From Word, 15, 1959, 325—340.
- Stokoe, William C. 1960. The calculus of structure. A manual for college students of English. Washington: Gallaudet college. — IV, 92 p.
- Stokoe, William C. 1960. Sign Language Structure: An Outline of the Visual Communication Systems of the American Deaf Архивная копия от 2 декабря 2013 на Wayback Machine, Studies in linguistics: Occasional papers (No. 8). Buffalo: Dept. of Anthropology and Linguistics, University of Buffalo.
- Stokoe, William C. 1970. Dictionary of American Sign Language on Linguistic Principles. ISBN 0932130011
- Stokoe, William C. 1972. Semiotics and human sign languages. Paris: The Hague Mouton. — 177 p.
- Stokoe, William C., David F. Armstrong, Sherman E. Wilcox. 1995. Gesture and the nature of language. Cambridge. ISBN 0521462134
- Stokoe, William C.2001. Language in hand: why sign came before speech. Washington DC. ISBN 156368103X